# Sokol Benešov
Sokol Benešov je český fotbalový klub, který působí v okresních soutěžích na Blanensku. Sídlí v obci Benešov u Boskovic, která se nachází na okraji okresu Blansko v severní části Jihomoravského kraje. Jedná se o tradiční klub se širokým zázemím mladých fotbalistů, který však nyní disponuje pouze týmem mužů ve 3. třídě OP Blansko. Tým v posledních letech prošel horším obdobím, kdy se krčil spíše ve spodních patrech jak 3. třídy, tak poslední dvě sezony také 4. třídy. Klub se vždy opíral především o své odchovance nebo hráče z nejbližšího okolí, např. z nedalekých Boskovic.
Před sezonou 2010/2011 se však navrátilo hned několik odchovanců ze štací ve vyšších soutěžích s cílem pozvednout Benešov na místa, kam velikostí obce bezesporu patří a to je minimálně Okresní přebor. Po první polovině sezony vypadá situace slibně, protože Sokol Benešov vede tabulku 4. třídy s 41 body z celkových 45 možných při celkovém skóre 76:14. To vše za patnáct zápasů podzimní části. Úspěch je umocněn ještě tím, že Sokol Benešov nehraje svoje zápasy na domácím hřišti, protože na něm probíhá rekonstrukce a bude tomu tak minimálně do konce sezony 2010/2011.
V rámci zimní přípravy se tým zúčastnil zimního turnaje DaHepo Cup 2011 v Boskovicích, kde okusil konfrontaci s kluby z vyšších soutěží. Turnaje se dále účastnily týmy FC Olešnice (1.B třída Jihomoravského krajského přeboru), FC Boskovice B, Sokol Kořenec, TJ Vavřinec, Sokol Drnovice, AFK Letovice (2. třída OP Blansko) a ASK Lipůvka (3. třída OP Blansko).
V tomto turnaji nenašel tým Sokola Benešov ani v jednom zápase přemožitele a skončil na fantastickém druhém místě za suverénním týmem Boskovic, kterého navíc Sokol Benešov jako jediný oloupil o body. Nutno dodat, že tým FC Boskovice B celý turnaj využíval posil z A týmu, který působí v krajském přeboru.

## Umístění v jednotlivých sezonách
Stručný přehled
Zdroj: 
- 1964–1968: Okresní přebor Blanenska
- 2003–2004: Okresní soutěž Blanenska
- 2004–2005: Základní třída Blanenska
- 2005–2006: Okresní soutěž Blanenska
- 2006–2011: Základní třída Blanenska
- 2011–2014: Okresní soutěž Blanenska
- 2014–2015: Základní třída Blanenska
- 2015– : Okresní soutěž Blanenska

Jednotlivé ročníky
Zdroj: 
Legenda: Z – zápasy, V – výhry, R – remízy, P – porážky, VG – vstřelené góly, OG – obdržené góly, +/− – rozdíl skóre, B – body, červené podbarvení – sestup, zelené podbarvení – postup, fialové podbarvení – reorganizace, změna skupiny či soutěže
| Československo (1964 – 1993) |                          |        |     |     |     |     |     |     |      |    |        |
| Sezóny                       | Liga                     | Úroveň | Z   | V   | R   | P   | VG  | OG  | +/−  | B  | Pozice |
| 1964/65                      | Okresní přebor Blanenska | 6      | 22  | ... | ... | ... | 41  | 63  | −22  | 15 | 11.    |
| 1965/66                      | Okresní přebor Blanenska | 7      | 22  | ... | ... | ... | 49  | 45  | +4   | 22 | 7.     |
| 1966/67                      | Okresní přebor Blanenska | 7      | 26  | ... | ... | ... | 48  | 62  | −14  | 23 | 10.    |
| 1967/68                      | Okresní přebor Blanenska | 7      | 26  | ... | ... | ... | ... | ... | ...  | 31 | 5.     |
| ...                          |                          |        |     |     |     |     |     |     |      |    |        |
| Česko (1993 – )              |                          |        |     |     |     |     |     |     |      |    |        |
| Sezóna                       | Liga                     | Úroveň | Z   | V   | R   | P   | VG  | OG  | +/−  | B  | Pozice |
| ...                          |                          |        |     |     |     |     |     |     |      |    |        |
| 2003/04                      | Okresní soutěž Blanenska | 9      | 26  | 5   | 3   | 18  | 42  | 79  | −37  | 18 | 13.    |
| 2004/05                      | Základní třída Blanenska | 10     | 28  | 23  | 4   | 1   | 100 | 34  | +66  | 73 | 1.     |
| 2005/06                      | Okresní soutěž Blanenska | 9      | 26  | 6   | 5   | 15  | 37  | 76  | −39  | 23 | 13.    |
| 2006/07                      | Základní třída Blanenska | 10     | ... | ... | ... | ... | ... | ... | ...  |    |        |
| 2007/08                      | Základní třída Blanenska | 10     | 26  | 3   | 4   | 19  | 30  | 85  | −55  | 13 | 13.    |
| 2008/09                      | Základní třída Blanenska | 10     | 26  | 6   | 3   | 17  | 25  | 71  | −46  | 21 | 12.    |
| 2009/10                      | Základní třída Blanenska | 10     | 24  | 9   | 5   | 10  | 48  | 52  | −4   | 32 | 8.     |
| 2010/11                      | Základní třída Blanenska | 10     | 30  | 25  | 3   | 2   | 132 | 29  | +103 | 78 | 1.     |
| 2011/12                      | Okresní soutěž Blanenska | 9      | 26  | 12  | 3   | 11  | 82  | 69  | +13  | 39 | 6.     |
| 2012/13                      | Okresní soutěž Blanenska | 9      | 26  | 11  | 4   | 11  | 76  | 63  | +13  | 37 | 8.     |
| 2013/14                      | Okresní soutěž Blanenska | 9      | 26  | 6   | 4   | 16  | 53  | 83  | −30  | 22 | 13.    |
| 2014/15                      | Základní třída Blanenska | 10     | 20  | 14  | 3   | 3   | 72  | 34  | +38  | 45 | 1.     |
| 2015/16                      | Okresní soutěž Blanenska | 9      | 26  | 9   | 6   | 11  | 42  | 60  | −18  | 33 | 9.     |
| 2016/17                      | Okresní soutěž Blanenska | 9      | 24  | 8   | 7   | 9   | 58  | 70  | −12  | 31 | 7.     |
| 2017/18                      | Okresní soutěž Blanenska | 9      | 26  | 7   | 6   | 13  | 50  | 78  | −28  | 27 | 13.    |
| 2018/19                      | Okresní soutěž Blanenska | 9      | 26  | 10  | 6   | 10  | 69  | 66  | +3   | 36 | 6.     |
| 2019/20                      | Okresní soutěž Blanenska | 9      | 13  | 0   | 1   | 12  | 21  | 60  | -39  | 1  | 13.    |
| 2020/21                      | Okresní soutěž Blanenska | 9      | 10  | 3   | 2   | 5   | 18  | 24  | -6   | 11 | 9.     |